# Шамар Чьопел Йеше
Шамар Чьопел Йеше (1406 –1452) е третото съзнателно прераждане на Лама от линията на Шамарпите. Още на петмесечна възраст той без усилие разпознава монасите от близкото обкръжение на своя предшественик Шамар Качьо Уангпо. Година по-късно той вече е ученик на Паюл Чьозанг и Уон Дракпа. Осемгодишен той среща Кармапа и получава от него приемствеността на пълните учения и ритуала на Кагю. Впоследствие основната активност на Шамар Чьопел Йеше се съсредоточава предимно в южната Тибетска провинция Конг По. Това са времената, когато Китайските императори все още са ученици на носителите на Карма Кагю и Шамарпа се радва на щедрата почит на китайския двор.